# تپه قنات سراب ۱
تپه قنات سراب ۱ مربوط به مس- سنگ است و در شهرستان دورود، بخش سیلاخور، دهستان چالانچولان، ۲۰۰ متری شمال روستای بهزاد آباد واقع شده و این اثر در تاریخ ۲۳ بهمن ۱۳۸۵ با شمارهٔ ثبت ۱۷۱۵۷ به‌عنوان یکی از آثار ملی ایران به ثبت رسیده است.